# Mosa (departamento)
Mosa (em francês: Meuse) é um departamento da França localizado na região do Grande Leste. Sua capital é a cidade de Bar-le-Duc. O nome do departamento vem do rio Mosa que o atravessa.